# Suzanne (film, 2013)
Pour les articles homonymes, voir Suzanne et Suzanne (film).
Pour plus de détails, voir Fiche technique et Distribution.
Suzanne est un film dramatique français de Katell Quillévéré sorti en 2013.

## Synopsis
Vingt-cinq ans de la vie d'une jeune femme fragile (Suzanne). Son père, chauffeur routier taciturne, et sa jeune sœur passent leur temps à s'inquiéter pour elle. Leur amour est cependant plus fort que tout. Au début, après la mort de sa mère, les deux sœurs sont élevées par leur père veuf. À dix-sept ans, Suzanne devient mère d'un petit garçon. Quand son père lui demande pourquoi elle a choisi de garder l'enfant, elle répond « Parce que j'en avais envie ! » : il la gifle, puis s'efforce de faire face à une situation qui le dépasse. Ensuite Suzanne tombe amoureuse de Julien, un délinquant. Elle abandonne sa famille pour le suivre à Marseille et termine en prison. Lorsqu'elle est libérée, elle découvre que son fils, Charlie, a été recueilli par une famille d'accueil.

## Fiche technique
- Titre original : Suzanne
- Réalisation : Katell Quillévéré

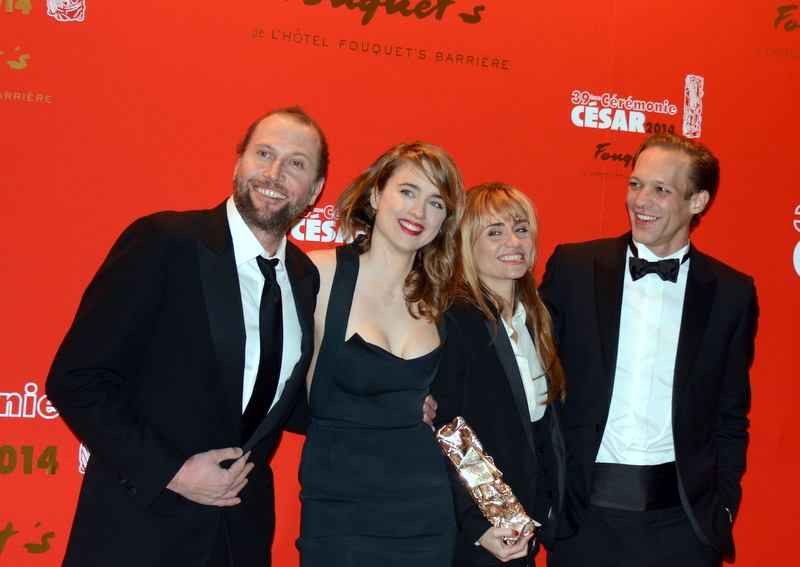
La réalisatrice et les principaux comédiens à la des César.

- Scénario : Katell Quillévéré et Mariette Désert
- Conseillère artistique : Virginie Montel
- Décors : Anna Falguères
- Costumes : Moïra Douguet
- Montage : Thomas Marchand
- Musique : Verity Susman
- Photographie : Tom Harari
- Son : Yolande Decarsin
- Production : Bruno Lévy
- Sociétés de production : Move Movie, Cofinova 8
- Sociétés de distribution :  Mars Distribution
- Pays de production :  France
- Budget : 3 972 353 euros[2]
- Langue : français
- Durée : 94 minutes
- Format :  numérique - Ratio : 1,85:1
- Genre : drame
- Dates de sortie
  - France : mai 2013 (festival de Cannes 2013 - film d'ouverture de la Semaine de la critique)
  - France : 18 décembre 2013

## Distribution
- Sara Forestier : Suzanne Merevsky
- Adèle Haenel : Maria Merevsky
- François Damiens : Nicolas Merevsky
- Paul Hamy : Julien Berteleau
- Anne Le Ny : Isabelle Danvers, la mère d'accueil
- Corinne Masiero : Eliane, avocate
- Karim Leklou : Vincent
- Lola Dueñas : Irene
- Apollonia Luisetti : Suzanne enfant
- Timothé Vom Dorp : Charlie petit
- Jaime Da Cunha : Charlie ado
- Benjamin Duc : Arnaud

## Distinctions

### Récompenses
- Festival du film francophone d'Angoulême 2013 : Valois de la meilleure actrice pour Sara Forestier
- Festival international du film de Thessalonique 2013 : Alexandre d'argent (Prix spécial du jury), meilleure actrice pour Sara Forestier et meilleur acteur dans un second rôle pour François Damiens
- César 2014 : César de la meilleure actrice dans un second rôle pour Adèle Haenel
- Festival du film de Cabourg 2014 : Prix Premiers Rendez-vous pour Paul Hamy

### Sélections
- Festival de Cannes 2013 : séances spéciales, sélection « Semaine de la critique » (film d'ouverture)
- Festival international du film de Thessalonique 2013 : compétition officielle
- César 2014 : 
  - Meilleure actrice pour Sara Forestier
  - Meilleur acteur dans un second rôle pour François Damiens
  - Meilleur espoir masculin pour Paul Hamy
  - Meilleur scénario original pour Katell Quillévéré et Mariette Désert